# Букшоп
«Букшоп» (англ. The Bookshop) — фильм 2017 года режиссёра и сценариста Изабель Койшет. Сценарий основан на романе Пенелопы Фицджеральд «Книжная лавка». Фильм получил премию «Гойя» в трёх категориях, включая премию за лучший фильм.

## Сюжет
В 1959 году, в небольшом городке на побережье Великобритании, Флоренс Грин, вдова 35 лет, решает открыть книжную лавку. Она выбирает помещение в старом заброшенном доме и вскоре открывает двери книжного магазина.
Но, несмотря на её энтузиазм, женщину поджидают множество проблем, которые будут препятствовать вести свое "книжное" дело.
Так единственный житель деревни, кто читает книги, — это капризный Эдмунд Брандиш, который избегает любой компании и никогда не выходит из своего дома.
Далее Флоренс встречает сопротивление со стороны влиятельной Вайолет Гамарт, жены генерала. 
Вайолет хочет создать региональный центр искусства и культуры в «Старом доме» и делает все возможное, чтобы предотвратить проект книжного магазина Флоренс. По пути она также встречает напористого Майло Норта, сотрудника BBC и сторонника Вайолет.
Флоренс ищет помощницу и неохотно нанимает молодую студентку Кристин Гиппинг, с которой вскоре подружится.
Приходят почтовые заказы на книги от Эдмунда Брандиша. Эти двое находят друг друга родственными душами, в конце концов, он даже приглашает Флоренс на чай. Она заинтересовала Брандиша научно-фантастическим романом "451 градус".
Майло Норт дает Флоренс скандальную книгу "Лолита" и ожидаемый ажиотаж по этому поводу должен нанести ущерб репутации книжного магазина. Флоренс читает книгу, но не уверена, действительно ли она хочет предложить ее, и спрашивает у Брандиша его мнение. Ему нравится книга, и она заказывает большую партию.
"Лолита" на витрине действительно вызывает ажиотаж, и Вайолет подает иск и требует, чтобы продажа книги была немедленно остановлена, но не может победить.
Неожиданно появляется школьный инспектор и проверяет, работают ли школьники в свободное время. Так обнаруживается работа Кристин Гиппинг в книжном магазине, которую она, к своему огорчению, должна прекратить. 
Племянник Вайолет продвигает через парламент закон, который в определенных случаях давал бы местным властям доступ к зданиям, имеющим историческое значение. Кроме того, строительный инспектор классифицировал дом как непригодный для проживания, поэтому Флоренс также не имеет права на какую-либо компенсацию. В этой безвыходной ситуации Брандиш, теперь хороший друг Флоренс, обещает поговорить с Вайолет. Но он терпит неудачу и неожиданно умирает от сердечного приступа на обратном пути.
Флоренс, оставшаяся без друзей и без средств, вынуждена отказаться от магазина и продать дом с большими потерями. Когда она отходит от парома, она видит Кристин Гиппинг, стоящую на причале и держащую в руках книгу "Сильный ветер на Ямайке", которую ей порекомендовала Флоренс. 
Затем она видит пожар в городе: Кристина подожгла "Старый дом" примусом.
В конце, теперь уже взрослая Кристин Гиппинг оказывается рассказчиком всей истории. Она открыла собственный книжный магазин, продолжая дело Флоренс.

## В ролях
- Эмили Мортимер — Флоренс Грин
- Билл Найи — Эдмунд Брундиш
- Патриша Кларксон — Вайолет Гамарт
- Хорхе Сукет — м-р Торнтон
- Хонор Книфси — Кристин
- Джеймс Лэнс — Майло Норт
- Майкл Фицджералд — м-р Рэйвен
- Хантер Тремейн — м-р Кебл
- Фрэнсис Барбер — Джесси
- Рег Уилсон — генерал Гамарт
- Люси Тиллет — м-с Гиппинг

## Критика
Фильм получил смешанные оценки кинокритиков. На сайте Rotten Tomatoes фильм имеет рейтинг 54 % на основе 90 рецензий критиков со средней оценкой 5,4 из 10. На сайте Metacritic фильм получил оценку 62 из 100 на основе 22 рецензий, что соответствует статусу «в основным положительные отзывы».